# Narodowe Centrum Radioterapii Hadronowej
Narodowe Centrum Radioterapii Hadronowej – ośrodek leczenia chorób nowotworowych ukończony w 2015 roku, znajdujący się w krakowskich Bronowicach Wielkich. Ośrodek zajmuje się badaniami naukowymi oraz rozwojem radioterapii jako Centrum Cyklotronowe Bronowice.

## Cele
Centrum Cyklotronowe prowadzi nieinwazyjne leczenie skomplikowanych przypadków chorób nowotworów w obszarze całego ciała. Centrum zajmuje się badaniami z zakresu radioterapii, fizyki medycznej, jądrowej, radiacyjnej, radiobiologii, inżynierii materiałowej oraz rozwojem infrastruktury klinicznej i naukowej do terapii hadronowej.

## Powstanie
Powstanie NCRH jest odpowiedzią na rosnącą liczbę zachorowań na choroby nowotworowe. W 2006 roku, z inicjatywy 10 instytucji naukowych i medycznych, zawiązano Konsorcjum Narodowego Centrum Radioterapii Hadronowej. Założycielami byli:
- Instytut Fizyki Jądrowej PAN – główny koordynator
- Centrum Onkologii Instytutu Marii Curie-Skłodowskiej – oddziały w Gliwicach, Krakowie i Warszawie
- Świętokrzyskie Centrum Onkologii
- Uniwersytet Jagielloński
- Uniwersytet Warszawski
- Uniwersytet Śląski
- Warszawski Uniwersytet Medyczny
- Akademia Górniczo-Hutnicza
- Politechnika Warszawska
- Instytut Problemów Jądrowych im. Andrzeja Sołtana

Z uwagi na doświadczenie kadry naukowej IFJ PAN w pracy z cyklotronem izochronicznym AIC 144, NCRH powstanie w IFJ PAN jako Centrum Cyklotronowe Bronowice.
W 2007 roku Konsorcjum wystąpiło do Ministerstwa Nauki i Szkolnictwa Wyższego o dofinansowanie w ramach unijnych funduszy strukturalnych na lata 2007-2013. W maju 2009 przyznano 117 milionów złotych na budowę budynku i zakup cyklotronu. W grudniu tego samego roku przyznano kolejne 90 mln zł na budowę ruchomego stanowiska do protonoterapii.
2 sierpnia 2009 IFJ PAN podpisał umowę z belgijską firmą Ion Beam Application o dostawie cyklotronu Proteus-235 wraz z infrastrukturą, w trybie "pod klucz". 10 lutego 2011 uzyskano pozwolenie na budowę. 17 marca tego samego roku rozpoczęto budowę. Budynek ma być oddany do użytku w 2013 roku, a stanowisko protonoterapii ma zostać ukończone w 2014.
15 października 2015 roku nastąpiło oficjalne otwarcie Centrum Cyklotronowego Bronowice.

## Działalność
Instytut pełni funkcję zarówno leczniczą jak i badawczą. Wykonywane są w nim eksperymenty z dziedziny fizyki jądrowej, radiobiologii oraz inżynierii materiałowej. Instytut prowadzi również badania nad rozwojem radioterapii.
W okresie od października 2016 roku do grudnia 2017 roku zakwalifikowano do badań 120 pacjentów, u około 100 dorosłych pacjentów i jednego dziecka przeprowadzono badanie. Pracownicy Centrum twierdzą, że mogliby leczyć więcej pacjentów, niż obecnie; jednak ze względu na brak finansowania wykorzystują tylko część możliwości nowoczesnego sprzętu. – O ile rocznie mamy 70 pacjentów, to nasze możliwości to około 500 pacjentów rocznie – mówi dr inż. Renata Kopeć, dyrektor Centrum Cyklotronowego Bronowice.